# Sipanea micrantha
Sipanea micrantha är en måreväxtart som beskrevs av Noel Yvri Sandwith. Sipanea micrantha ingår i släktet Sipanea och familjen måreväxter.
Artens utbredningsområde är Guyana. Inga underarter finns listade i Catalogue of Life.